# Губа (залив)

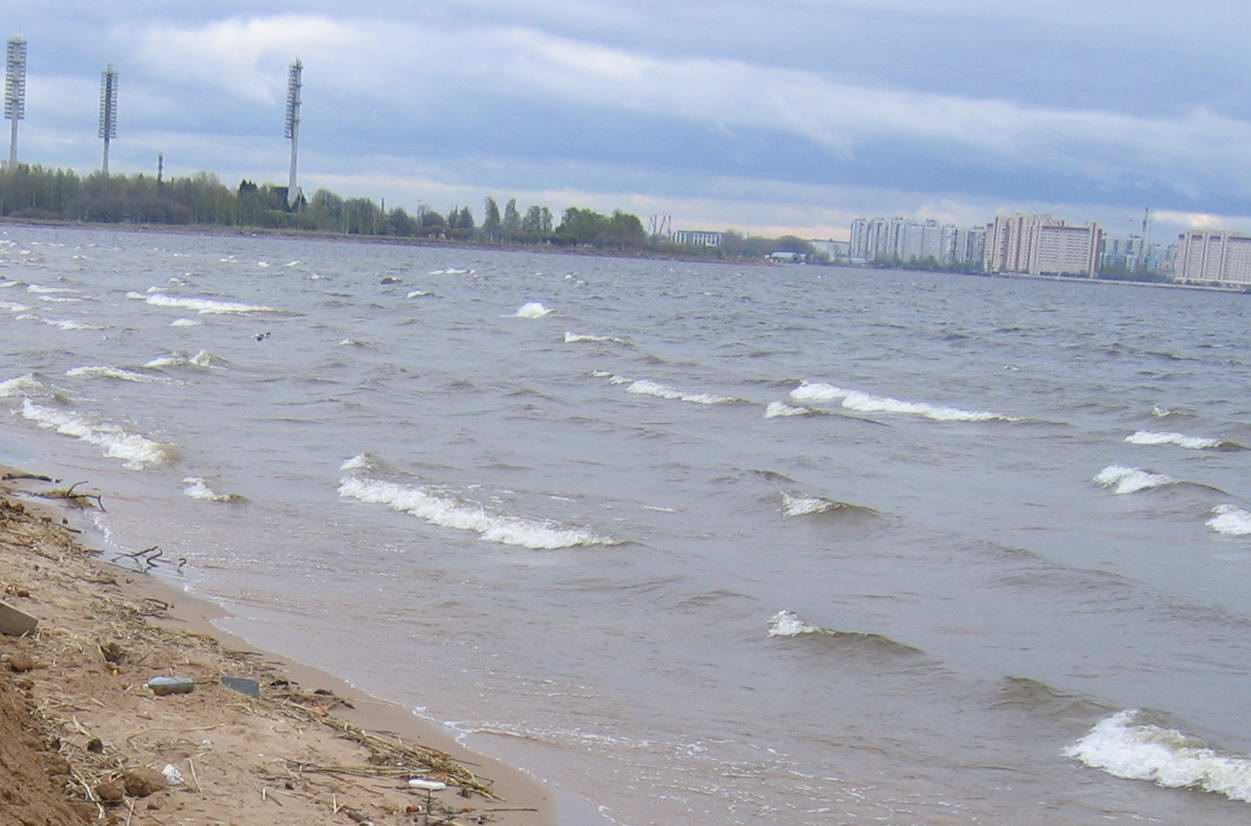
Невская губа. Вид от Парка 300-летия Санкт-Петербурга в сторону Крестовского (слева) и Васильевского (справа) островов.

Губа́ — морской залив, затон, заводь взморья, русское название далеко вдающегося в сушу морского залива или бухты, в которые обычно впадают крупные реки.
Слово «губа» в этом значении входит в состав многих географических названий, например Кольская губа, Двинская губа, Невская губа, Обская губа, Онежская губа, Печорская губа, Кемская губа, Еловая губа и другие.